# Melinka Airport
Melinka Airport är en flygplats i Chile.   Den ligger i provinsen Provincia de Aisén och regionen Región de Aisén, i den södra delen av landet, 1 200 km söder om huvudstaden Santiago de Chile. Melinka Airport ligger 20 meter över havet. Den ligger på ön Isla Ascensión.
Terrängen runt Melinka Airport är platt. Havet är nära Melinka Airport österut. Trakten är glest befolkad. 